# Josep Rosich Rubiera
Josep Rosich Rubiera (Barcelona, 14 de febrer de 1884 - 23 de setembre de 1960) va ser un dirigent esportiu català que va presidir la Federació Catalana de Futbol en dues etapes (1919–20 i 1926–29) i també un entrenador de futbol que va codirigir un partit de la selecció espanyola el 1924. A la dècada de 1920 també va ser tresorer de la Reial Federació Espanyola de Futbol i va formar part de la junta directiva del FC Barcelona el 1923–24. Era germà del dirigent esportiu en l'àmbit de la natació, Joaquim Rosich Rubiera.

## Biografia
Nascut el 14 de febrer de 1884 a Barcelona, Catalunya, Rosich va presidir la Federació Catalana de Futbol entre 1919 i 1920, i de nou entre 1926 i 1929, i en fou el representant a la federació espanyola als anys trenta. El 22 de gener de 1929, l'assemblea de la Federació Catalana, presidida per Rosich, es va reunir i va acordar sol·licitar a la Federació Espanyola que, amb motiu de l'Exposició Internacional de Barcelona de 1929, el partit de futbol Espanya-Anglaterra i el Congrés de la FIFA també se celebressin a Barcelona; només van aconseguir el segon objectiu. El Congrés va comptar amb la presència natural d'una delegació espanyola, que estava formada per Rosich, Julián Olave i Ricard Cabot, i el seu punt més important va ser la discussió del reglament de la propera inauguració de la Copa del Món de la FIFA, i Espanya va ser la primera a retirar el seu candidatura per donar suport a Montevideo, la "ciutat més espanyola entre totes les capitals espanyoles de l'Amèrica del Sud".
A la dècada de 1920, Rosich també va ser tresorer de la federació espanyola de futbol i, com a membre del seu comitè nacional, triumvirat format per ell mateix, Olave, i Luis Colina, va fer provisionalment de seleccionador espanyol en un partit contra Àustria celebrat a la Camp de Les Corts el 21 de desembre de 1924, que va acabar amb una victòria per 2-1 gràcies als gols d'Antonio Juantegui i Josep Samitier.
Rosich també va formar part de la junta directiva del FC Barcelona el 1923–24, sota la presidència d'Enric Cardona.
El 1932, Rosich va ser un dels membres patrons efectius de les entitats patronals del gas.

## Mort
Rosich va morir el 23 de setembre de 1960, a l'edat de 76 anys.